# Valentin Johan von Köhler
Valentin Johan von Köhler född omkring 1655, död 19 februari 1714, var en svensk militär.
Valentin Johan von Köhler var son till kapten Fromhold von Köhler och Elisabeth Nassokin. Han blev officer 1692, ryttmästare vid Upplands femmänningskavalleriregemente 1703, major 1709 och erhöll avsked 1711. von Köhler var överstelöjtnant och chef för Österbottens femmänningsinfanteriregemente 1713–1714. Han stupade i slaget vid Storkyro.